# Basket Brescia Leonessa 2019-2020
Questa voce raccoglie le informazioni riguardanti la Pallacanestro Brescia nelle competizioni ufficiali della stagione 2019-2020.

## Stagione
La stagione 2019-2020 della Basket Brescia Leonessa sponsorizzata Germani Trasporti, è la 4ª nel massimo campionato italiano di pallacanestro, la Serie A.
Per la composizione del roster si decise di confermare la scelta della formula con 5 giocatori stranieri senza vincoli.

## Roster
Aggiornato al 26 settembre 2019.
| Germani Basket Brescia Leonessa 2019-2020 | Germani Basket Brescia Leonessa 2019-2020 |
| Giocatori                                 | Staff tecnico                             |
| ----------------------------------------- | ----------------------------------------- |

| N. | Naz.                   | Ruolo | Nome               | Anno | Alt.   | Peso   |  |
| -- | ---------------------- | ----- | ------------------ | ---- | ------ | ------ |  |
| 0  | Italia (bandiera)      | AC    | Andrea Zerini      | 1988 | 205 cm | 110 kg |  |
| 1  | Stati Uniti (bandiera) | P     | Angelo Warner      | 1992 | 188 cm | 88 kg  |  |
| 2  | Stati Uniti (bandiera) | P     | Travis Trice       | 1993 | 188 cm | 80 kg  |  |
| 4  | Italia (bandiera)      | G     | Marco Ceron        | 1992 | 195 cm | 100 kg |  |
| 5  | Italia (bandiera)      | AP    | Awudu Abass        | 1993 | 198 cm | 100 kg |  |
| 6  | Stati Uniti (bandiera) | C     | Tyler Cain         | 1988 | 204 cm | 107 kg |  |
| 7  | Italia (bandiera)      | P     | Luca Vitali        | 1986 | 201 cm | 85 kg  |  |
| 8  | Italia (bandiera)      | P     | Tommaso Laquintana | 1995 | 188 cm | 80 kg  |  |
| 9  | Stati Uniti (bandiera) | G     | DeAndre Lansdowne  | 1989 | 188 cm | 93 kg  |  |
| 12 | Italia (bandiera)      | G     | Giacomo Veronesi   | 2001 | 187 cm | 85 kg  |  |
| 12 | Italia (bandiera)      | P     | Luca Dalcò         | 2001 | 185 cm | 75 kg  |  |
| 15 | Lettonia (bandiera)    | A     | Ojārs Siliņš       | 1993 | 204 cm | 96 kg  |  |
| 18 | Italia (bandiera)      | C     | Tommaso Guariglia  | 1997 | 207 cm | 100 kg |  |
| 30 | Stati Uniti (bandiera) | A     | Ken Horton         | 1989 | 201 cm | 99 kg  |  |
| 34 | Stati Uniti (bandiera) | GA    | David Moss (C)     | 1983 | 196 cm | 100 kg |  |
| 41 | Italia (bandiera)      | A     | Brian Sacchetti    | 1986 | 200 cm | 100 kg |  |
| -  | Italia (bandiera)      | G     | Alessandro Naoni   | 2003 | 192 cm | 80 kg  |  |

| Allenatore                                                                                    |
| - Vincenzo Esposito                                                                           |
| Assistente/i                                                                                  |
| - Giacomo Baioni - Matteo Cotelli Legenda - (C) Capitano - (IN) Inattivo - Infortunato Roster |

## Mercato

### Sessione estiva
| Acquisti | Acquisti          | Acquisti            | Acquisti   | Acquisti |
| R.       | Nome              | da                  | Modalità   |          |
| -------- | ----------------- | ------------------- | ---------- | -------- |
| ALL      | Vincenzo Esposito | Free agent          | definitivo |          |
| ALL      | Giacomo Baioni    | Reyer Venezia       | definitivo |          |
| PG       | DeAndre Lansdowne | Braunschweig        | definitivo |          |
| C        | Tyler Cain        | Pall. Varese        | definitivo |          |
| A        | Ken Horton        | Astana              | definitivo |          |
| C        | Tommaso Guariglia | Fortitudo Agrigento | definitivo |          |
| G        | Bronson Koenig    | Vaq. de Bayamón     | definitivo |          |

| Cessioni | Cessioni              | Cessioni            | Cessioni       | Cessioni |
| R.       | Nome                  | a                   | Modalità       |          |
| -------- | --------------------- | ------------------- | -------------- | -------- |
| ALL      | Alessandro Magro      | Lokomotiv Kuban'    | fine contratto |          |
| ALL      | Massimiliano Giannoni | U.C.C. Piacenza     | fine contratto |          |
| A        | Jordan Hamilton       | Budućnost           | fine contratto |          |
| AC       | Gerald Beverly        | Amici Pall. Udinese | fine contratto |          |
| G        | Matteo Caroli         | Pall. Senigallia    | fine contratto |          |
| G        | Jared Cunningham      | G.S. Warriors       | fine contratto |          |
| PG       | Bronson Koenig        | Free agent          | rescissione    |          |

### Dopo l'inizio della stagione
| Acquisti | Acquisti      | Acquisti   | Acquisti          | Acquisti   |
| R.       | Nome          | da         | Data              | Modalità   |
| -------- | ------------- | ---------- | ----------------- | ---------- |
| P        | Angelo Warner | Free agent | 30 settembre 2019 | definitivo |
| A        | Ojārs Siliņš  | Free agent | 4 dicembre 2019   | definitivo |
| P        | Travis Trice  | Strasburgo | 15 gennaio 2020   | definitivo |

| Cessioni | Cessioni      | Cessioni         | Cessioni         | Cessioni    |
| R.       | Nome          | a                | Data             | Modalità    |
| -------- | ------------- | ---------------- | ---------------- | ----------- |
| ALL      | Andrea Diana  | Scaligera Verona | 5 dicembre 2019  | rescissione |
| A        | Ojārs Siliņš  | BCM Gravelines   | 29 gennaio 2020  | rescissione |
| P        | Angelo Warner | Scafati Basket   | 18 febbraio 2020 | rescissione |